# Peribatodes syrirana
Peribatodes syrirana är en fjärilsart som beskrevs av Eugen Wehrli 1943. Peribatodes syrirana ingår i släktet Peribatodes och familjen mätare. Inga underarter finns listade i Catalogue of Life.